# UClibc

uClibc i jądro Linuksa

uClibc – implementacja standardowej biblioteki języka C dla systemów osadzonych (ang. embedded). Jest ona o wiele mniejsza niż GNU libc, ale działają z nią prawie wszystkie aplikacje współpracujące z GNU libc. Można ją uruchomić w standardowym systemie Linux lub w jego wersji bez MMU (zwanej ΜClinux) działającym na procesorach alpha, ARM (big/little endian), AVR32, Blackfin, cris, HP/PA, i386, ia64, i960, h8300, m68k, mips (big/little endian), PowerPC, SH (big/little endian), SPARC lub v850.
Implementacja uClibc była rozwijana przez Erika Andersena i rozpowszechniana na licencji GNU LGPL.
Po wstrzymaniu rozwoju projektu, w 2014 roku powstał fork – uClibc-ng.